# Erna Murray
Erna Anna Martha Murray, verh. Hechtbauer (* 11. Juli 1897 in Berlin; † nach 1929), war eine deutsche Schwimmerin. Sie startete für BSSC Germania 1887 Berlin und Poseidon Leipzig.

## Deutsche Meisterschaften
Die Athletin gewann 14 Deutsche Meisterschaften:
- 100 m Brust: 1913, 1916, 1917, 1918, 1919, 1920, 1921, 1923, 1924 und 1925
- 100 m Rücken: 1918, 1919, 1920 und 1921

## Weltrekorde
Darüber hinaus schwamm sie fünf Weltrekorde:
- 100 m Brust:
  - 1:36,0 min (26. August 1916 in Berlin)
  - 1:35,0 min (25. August 1917)
  - 1:33,2 min (17. August 1919)
  - 1:20,3 min (5. April 1925). Diese Zeit wurde erst 1958 von der DDR-Schwimmerin Karin Beyer eingestellt.
- 200 m Brust
  - 3:20,2 min (5. April 1925 in Leipzig). Diese Zeit wurde im darauffolgenden Jahr von der Schwedin Brita Hazelius auf 3:19,1 min verbessert.

Gelegenheit zur Teilnahme an internationalen Wettkämpfen hatte Erna Murray nicht. Zu den Olympischen Spielen 1920 in Antwerpen und 1924 in Paris wurden aufgrund der Rolle Deutschlands im Ersten Weltkrieg keine deutschen Athleten eingeladen, und bei den ersten Schwimmeuropameisterschaften, die 1926 in Budapest ausgetragen wurden, standen nur Männerwettkämpfe auf dem Programm.

## Ende der aktiven Laufbahn
1926 heiratete Erna Murray den Münchner Schwimmer Hechtbauer und zog sich vom Wettkampfsport zurück. Danach lebte sie mit ihm in München und leitete die Damenabteilung des SV München 1899.